# Bioestratinomia
Biostratinomia (ou Biostratonomia) é o estudo dos processos que ocorrem depois que morre um organismo, mas antes do seu enterro final. É considerada uma subseção da tafonomia, juntamente com necrologia (o estudo da morte de um organismo) e diagênese (as alterações que ocorrem após o enterro final). Esses processos são amplamente destrutivos e incluem efeitos físicos, químicos e biológicos:
- Físicos: quebra, transporte e exumação.
- Químicos: mudanças precoces na mineralogia e oxidação.
- Biológicos: decadência, limpeza, bioturbação, incrustação e bioerosão.

Para a grande maioria dos organismos a destruição biostratinomica é total. No entanto, se sobrar algum resto do organismo até o enterro final, um fóssil pode eventualmente ser formado, a menos que haja uma destruição completa na diagênese. Como os processos de biostratinomia são muitas vezes dominados por fatores sedimentológicos, a análise da biostratinomia do fóssil pode revelar aspectos importantes sobre o ambiente onde viveu. Os limites entre as três disciplinas dentro da tafonomia são parcialmente arbitrária. Em particular, o papel dos micro organismos no sistema de preservação dos organismos, por exemplo, no processo denominado autolitificação, que agora é reconhecido como sendo um evento muito importante no início da conservação de muitos fósseis excepcionais. Tais modificações mineralógicas podem igualmente ser considerada como biostratinomia diagenética.
Uma escola de investigação chamado Aktuopaläontologie, muito usada na Alemanha, são feitas tentativas de investigar os efeitos da biostratinomia pela experimentação e observação sobre os organismos existentes. O livro de William Schafer "Ecologia e Paleoecologia dos ambientes marinhos" é um produto clássico deste tipo de investigação. Mais recentemente, Derek Briggs e seus colegas fizeram um estudo detalhado da decadência com o objetivo principal de entender estes processos que é exigido pela preservação excepcional da lagerstätten.